# Casaletto Ceredano
Casaletto Ceredano (lombardul: Casalèt Ceredà) település Olaszországban, Lombardia régióban, Cremona megyében. Lakosainak száma 1154 fő (2023. január 1.). Casaletto Ceredano Abbadia Cerreto, Capergnanica, Cavenago d’Adda, Chieve és Credera Rubbiano községekkel határos.

## Népesség
A település népességének változása:
| Lakosok száma | 1196 | 1172 | 1165 | 1154 |
|               | 2013 | 2017 | 2018 | 2023 |